# 912 Maritima
912 Maritima eller 1919 FJ är en asteroid i huvudbältet, som upptäcktes 27 april 1919 av den tyska astronomen Friedrich Karl Arnold Schwassmann i Bergedorf.
Asteroiden har en diameter på ungefär 82 kilometer.